# 王成山
王成山（1962年11月15日—），男，天津宝坻人，中国工程院院士，天津大学教授，研究领域为电力系统及其自动化。中国教育部第六批“长江学者”特聘教授，参与"973"、“863”等多个国家重点项目。

## 生平
1962年11月15日，出生于今天津市宝坻区。1983至1991年，先后获得天津大学学士、硕士、博士学位。毕业后留校任教，期间曾在康奈尔大学、卡耐基梅隆大学做访问学者，现任天津大学电气与自动化工程学院院长。2021年11月18日，当选为中国工程院院士。